# The Long Night
The Long Night is een Amerikaanse film noir uit 1947 onder regie van Anatole Litvak. Destijds werd de film uitgebracht als Nacht zonder dageraad.

## Verhaal
Een blinde loopt binnen in een huis en hoort dat er schoten worden gelost. Het slachtoffer valt dood van de trap. Daarna wordt teruggeblikt op het verhaal van een ontgoochelde soldaat die terugkeert van de oorlog en vervolgens ontdekt dat zijn vrouw een affaire heeft met een sadistische bruut.

## Rolverdeling
| Acteur             | Personage           |
| ------------------ | ------------------- |
| Henry Fonda        | Joe Adams           |
| Barbara Bel Geddes | Jo Ann              |
| Vincent Price      | Maximilian de Grote |
| Ann Dvorak         | Charlene            |
| Howard Freeman     | Ned Meade           |
| Moroni Olsen       | Bob McManus         |
| Elisha Cook jr.    | Frank Dunlap        |
| Queenie Smith      | Mevrouw Tully       |
| David Clarke       | Bill Pulanski       |
| Charles McGraw     | Agent Stevens       |
| Melinda Byron      | Peggy               |
| Davis Roberts      | Freddie             |